# Diskbänksrealism
Diskbänksrealism, alternativt köksbänksrealism[källa behövs], är en riktning främst inom film som syftar på långt driven realism och socialt engagemang. Ordet diskbänksrealism är belagt i svenska språket sedan 1960-talet.
Förenklat uttryckt representerar köksbänksrealismen en direkt motsats till eskapism.
Termen kitchen sink realism (den engelska översättningen) inom konsten myntades ursprungligen av kritikern David Sylvester (1924 – 2001) efter en målning av den socialrealisminspirerade brittiske expressionisten John Bratby. Målningens motiv var just en diskbänk. En allmänuppfattning är att diskbänken representerar det familjära och påfrestande alldagliga livet. Uttrycket har sedan spridit sig till bland annat filmkritiker.

## Inom film
I filmsammanhang förknippas diskbänksrealism särskilt med brittiska dramafilmer, vilket går tillbaka till slutet av 1950-talet och Jack Claytons film Plats på toppen från 1959. Några kända regissörer inom diskbänksrealism är Stephen Frears, Mike Leigh, Michael Winterbottom, Ken Loach och Andrea Arnold.

## Inom litteratur
Begreppet användes främst till 1960- och 1970-talens litteratur, då sagor var ovanliga och sociala problem ofta sattes i centrum.

## Inom teater
Termen används även inom teatervärlden där den mer syftar till en hyperrealism, en föreställning där man knappt ska kunna se att det är teater utan allt sker som vore det verklighet.[källa behövs]